# Kingboard Holdings
Kingboard Holdings Limited, ранее известная как Kingboard Chemical Holdings — китайская химическая компания, один из крупнейших в мире производителей плёнки для ламинирования. Также Kingboard производит печатные платы, медную фольгу, крафт-бумагу, стекловолокно, стеклоткань, эпоксидную смолу, метанол, каустическую соду, магниты и жидкокристалические дисплеи. 
Компания принадлежит миллиардеру Чжан Гожуну (он же Пол Чхён-Кхуок-Вин); официально зарегистрирована на Каймановых островах, штаб-квартира расположена в Гонконге, а более 60-и предприятий — в Китае, Таиланде и Гонконге. 

## История
В 1988 году китайские бизнесмены Пол Чхён-Кхуок-Вин и Патрик Чань-Вин-Кхуань основали в городе Шэньчжэнь свой первый завод по производству бумажного ламината, а в 1991 году открыли там же второй завод. В 1992 году в Шанхае начал работу третий завод по производству бумажного ламината (совместное предприятие с двумя государственными компаниями). В октябре 1993 года акции Kingboard Chemical стали котироваться на Гонконгской фондовой бирже. В том же 1993 году в городе Цинъюань началось строительство завода медной фольги. В 1994 году в Сучжоу был создан новый завод по производству бумажного ламината (совместное предприятие с компанией Hitachi Chemical Asia-Pacific).  
В 1995 году Kingboard Chemical начала выпускать огнестойкие ламинаты и ламинаты из эпоксидного стекла. В октябре 1997 года в Гуанчжоу начал работу завод по производству формалина. В сентябре 1998 года в Шэньчжэне начал работу завод по производству стеклоткани. В марте 1999 года в Сучжоу начал работу второй завод по производству формалина. В декабре 1999 года акции дочерней компании Kingboard Copper Foil Holdings начали котироваться на Сингапурской бирже. 
В 2000 году Kingboard основала в Гуанчжоу завод по производству пероксида водорода и приобрела в Цзянмыне завод по производству бумажного ламината. Кроме того, в июне 2000 года в Цинъюане начал работу завод по производству беленой крафт-бумаги. В 2001 году компания приобрела два завода по производству формалина в Гуандуне, запустила завод по производству эпоксидной смолы в Гуанчжоу, бумажную фабрику в Цинъюане и новый завод ламината в Цзянмыне.
В январе 2002 года Kingboard приобрела 57 % акций производителя печатных плат Techwise Circuits. Также в 2002 году был завершён нефтехимический терминал в порту Наньша, начали работу завод стекловолокна в Гуанчжоу и завод бумажного ламината в Шаогуане. В 2003 году Kingboard приобрела нефтехимический терминал в Чанчжоу и открыла новый химический завод в Гуанчжоу. В ноябре 2004 года Kingboard Chemical купила производителя печатных плат Elec & Eltek Group. Также в 2004 году компания приобрела завод по производству пероксида водорода в Вэйфане и ещё 33 % акций Techwise Circuits, запустила завод по производству кокса и метанола в провинции Хэбэй, заводы по производству медной фольги и стекловолокна в Цинъюане, завод по производству беленой крафт-бумаги в Сучжоу и завод формалина в Чанчжоу.   
В 2005 году Kingboard расширила производство каустической соды на заводе в Хэнъяне, а в 2006 году запустила производство метанола в провинции Хайнань (совместное предприятие с компанией China BlueChemical). В декабре 2006 года дочерняя компания Kingboard Laminates Holdings отдельно от материнской группы стала котироваться на Гонконгской фондовой бирже.
В 2007 году Kingboard запустила производство метанола на заводе в Чунцине, а также производство фенола и ацетона на заводе в Хойчжоу. В 2008 году компания открыла новые заводы стекловолокна и стеклоткани в Цинъюане, а также заводы печатных плат в Сучжоу и Цзянмыне. В 2009 году Kingboard запустила завод по производству уксусной кислоты в провинции Хэбэй, купила химический завод в Янчжоу и начала строительство жилого комплекса Kingboard Yu Garden в Куньшане. 
В 2010 году Kingboard запустила новый завод ламината в Уси, а в начале 2011 года приобрела завод каустической соды в Вэйфане. По состоянию на март 2011 года в Kingboard Chemical работало 47 тыс. человек, рыночная стоимость корпорации составляла 4,6 млрд. долларов, а продажи — почти 4,4 млрд. долларов. В апреле 2018 года в состав Kingboard вошёл производитель печатных плат Kin Yip Technology Electronics. Также в 2018 году Kingboard Chemical сменила название на Kingboard Holdings.

## Деятельность

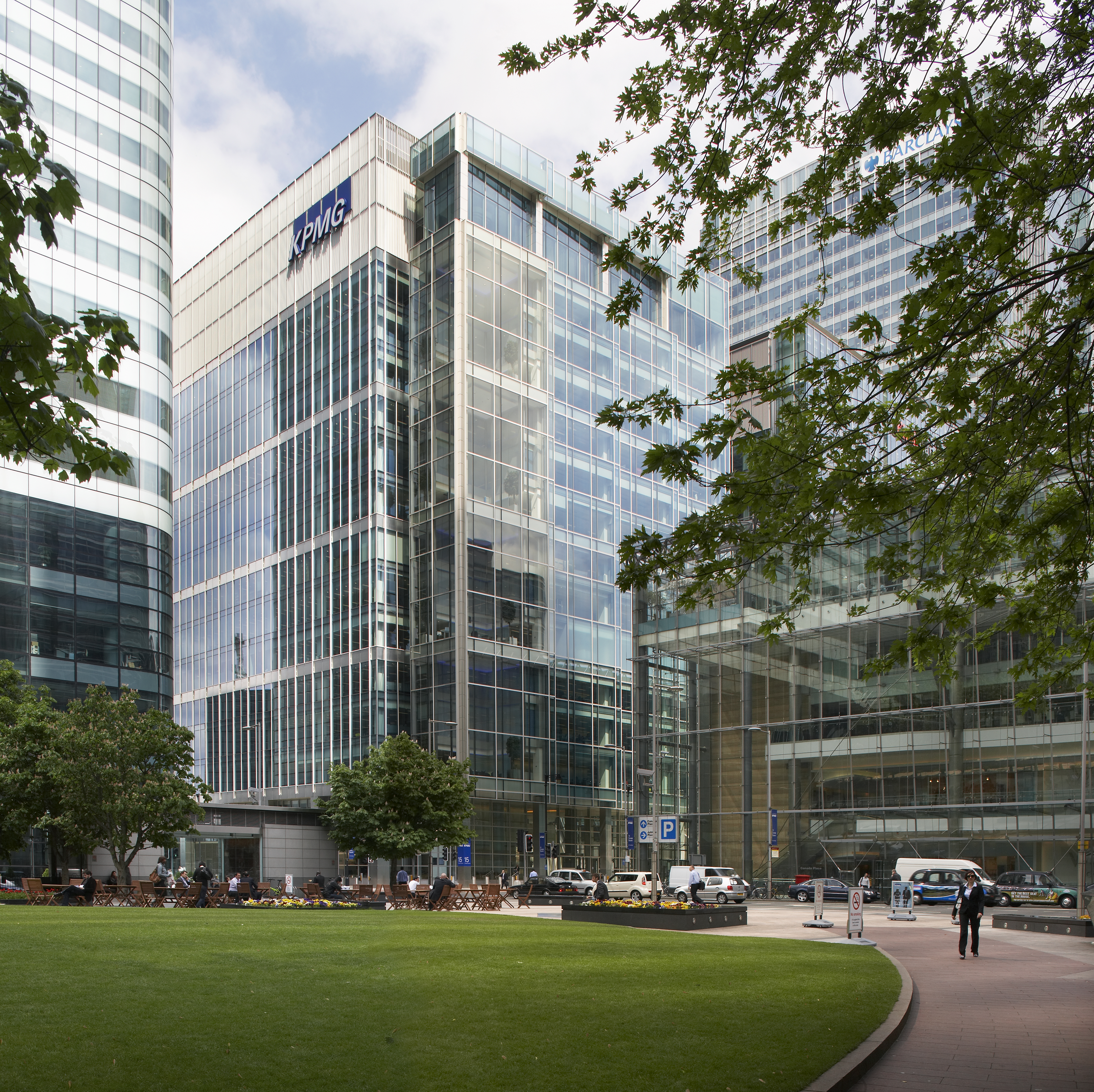
15 Canada Square в Лондоне

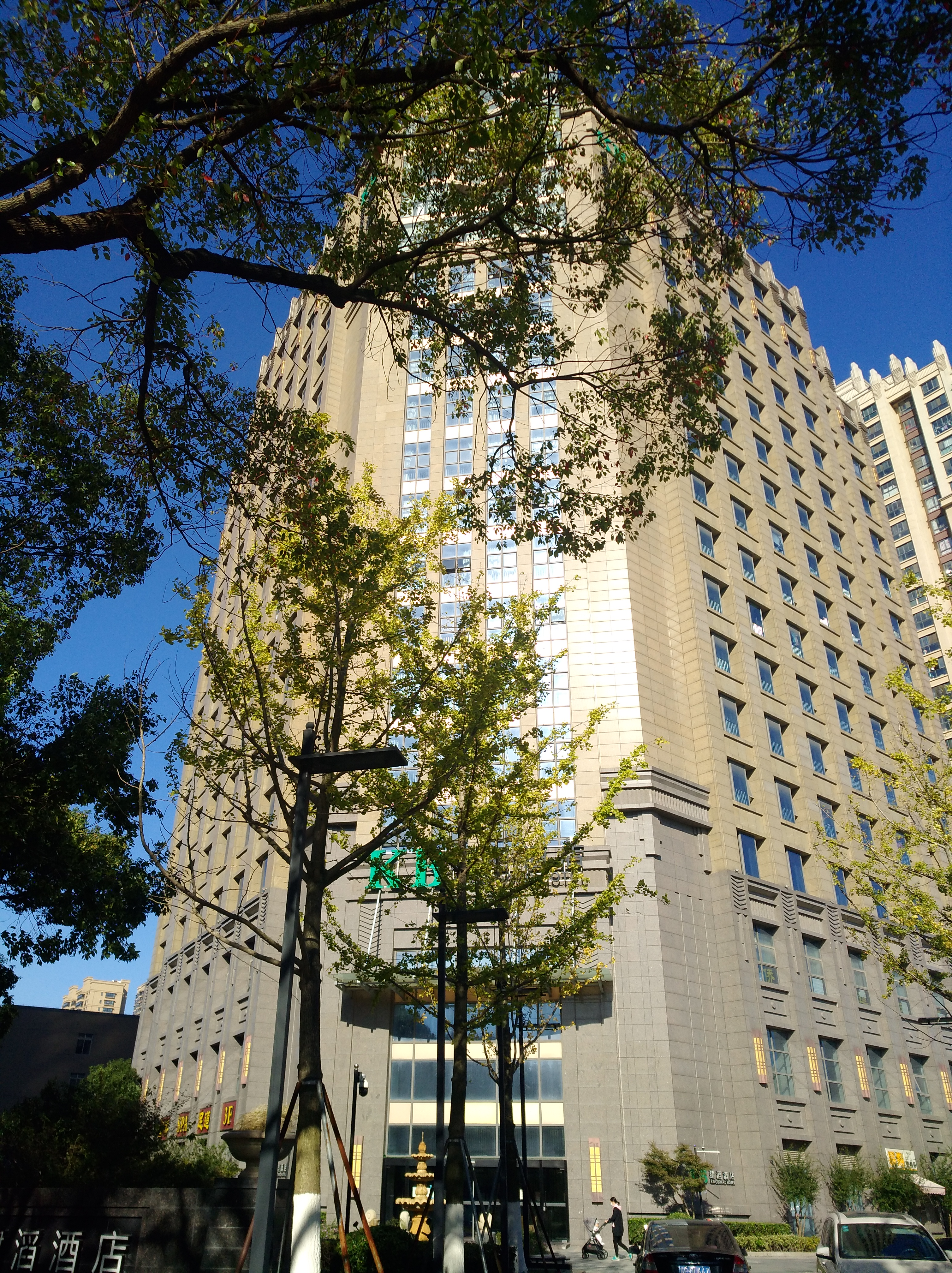
Отель Kingboard в Куньшане

Ключевая деятельность Kingboard Holdings сосредоточена в четырёх бизнес-сегментах: химические продукты, ламинаты, печатные платы и недвижимость. Основные производственные мощности Kingboard Holdings сосредоточены в провинциях Гуандун и Цзянсу.
По итогам 2021 года 42,9 % продаж Kingboard Holdings пришлось на ламинаты, 26,9 % — на химическую продукцию, 24 % — на печатные платы и 4,2 % — на недвижимость. Китай принёс 90,3 % выручки компании.

### Химическая продукция
Kingboard Holdings является одним из ведущих поставщиков химической продукции в Китае. Компания активна в сфере нефтехимии и углехимии, она производит метанол, бензол, фенол, бисфенол А, тетрабромобисфенол, ацетон, формалин, пероксид водорода, поливинилхлорид, пропилен, МТБЭ, сжиженные углеводородные газы, сжиженный хлор, каустическую соду, сульфат натрия, уксусную кислоту и соляную кислоту. Химические предприятия Kingboard расположены в следующих городах:
- Hebei Kingboard Energy Development (Синтай)
- Shiyou Chemical (Янчжоу)
- Huizhou Chung Shun Chemical (Хойчжоу)
- CNOOC Kingboard Chemical (Дунфан)
- Kingboard Hengyang Chemical (Хэнъян)
- Kingboard Hengyang Chlor-Alkali (Хэнъян)
- Kingboard Changzhou Chemical (Чанчжоу)
- Kingboard Taicang Chemical (Сучжоу)
- Kingboard Panyu Chemical (Гуанчжоу)
- Kingboard Guangzhou Advanced Materials (Гуанчжоу)
- Kingboard Shaoguan Chemical (Шаогуань)
- Kingboard Jiangsu Chemical (Уси)
- Kingboard Gaomi Chemical (Вэйфан)
- Kingboard Fogang Chemical (Цинъюань)
- Jiangmen kingboard Chemical (Цзянмынь)

В партнёрстве с Чжэцзянским университетом компания учредила макромолекулярный научно-исследовательский центр.

### Ламинаты
Производством бумажных и стеклоэпоксидных ламинатов, а также другой продукции (медная фольга, стекловолокно, стеклоткань, эпоксидная смола, фенолформальдегидная смола, крафт-бумага, препреги и поливинилбутирал) занимается дочерняя компания Kingboard Laminates Holdings. Её предприятия расположены в следующих городах:
- Shuitian Kingboard Manufacturing (Шэньчжэнь)
- Guangzhou Chung Shun Century Fibre Glass (Гуанчжоу)
- Kingboard Laminates Jiangmen (Цзянмынь)
- Jiangmen Kingboard Electronics Development (Цзянмынь)
- Kingboard Fogang Laminates (Цинъюань)
- Kingboard Fogang Paper Laminates (Цинъюань)
- Kingboard Fogang Insulated Material (Цинъюань)
- Qingyuan Kairong Fibre Glass (Цинъюань)
- Qingyuan Chung Shun Century Fibre Glass (Цинъюань)
- Kingboard Lianzhou Fibre Glass (Цинъюань)
- Kingboard Qingyuan Fibre Glass (Цинъюань)
- Chung Shun Qingyuan Photovoltaic Material Technology (Цинъюань)
- Kingboard Laminates Shaoguan (Шаогуань)
- Chung Shun Century Electronic Material Shixing (Шаогуань)
- Kingboard Electronic Raw Material Jiangyin (Уси)
- Kunshan Yattao Chemical (Сучжоу)
- Kingboard Laminates Kunshan (Сучжоу)
- Zhongxin Taicang Insulated Material (Сучжоу)

### Печатные платы
Kingboard Holdings производит печатные платы для электронной промышленности через свои дочерние компании Elec & Eltek International, Techwise Industrial Technology, Nippon Boluo Electronics и Kin Yip Technology Electronics. Заводы по производству печатных плат расположены в материковом Китае, Гонконге и Таиланде: 
- Elec & Eltek International (Гуанчжоу)
- Elec & Eltek International (Цзянмынь)
- Elec & Eltek International (Гонконг)
- Elec & Eltek International (Янчжоу)
- Elec & Eltek International (Патхумтхани)
- Huiyang Techwise Industrial Technology (Хойчжоу)
- Kin Yip Technology Electronics (Хойчжоу)
- Techwise Shirai Fogang Circuits (Цинъюань)
- Techwise Fogang Circuits (Цинъюань)

### Логистика
Компании Kingboard Holdings принадлежат нефтехимические терминалы в Гуанчжоу и Чанчжоу.

### Недвижимость
Kingboard Holdings через дочернюю компанию Kingboard Properties имеет интересы в сфере недвижимости (торговые центры, отели, жилые и офисные комплексы). Объекты группы расположены в городах Куньшань (жилые и торговые комплексы Huaqiao Kingboard Plaza и Kingboard Qiandeng Yu Garden, отель Kunshan Kingboard Hotel), Шанхай (офисный комплекс Kingboard Plaza), Гуанчжоу (офисный комплекс Kingboard Plaza) и Лондон (офисный комплекс 15 Canada Square в Канэри-Уорф).

## Акционеры
Основными акционерами Kingboard Holdings являются Hallgain Management (40,7 %), Fidelity Management & Research (9,42 %), The Vanguard Group (2,09 %), DJE Kapital (1,7 %), Dimensional Fund Advisors (1,48 %) и BlackRock Fund Advisors (1,24 %).